# Le Drame de Shanghaï
Pour plus de détails, voir Fiche technique et Distribution.
Le Drame de Shanghaï est un film français réalisé par Georg Wilhelm Pabst en 1938.

## Synopsis
Dans une Chine à la recherche de son unité, Tcheng s'annonce comme le chef de l'avenir. Les membres de la secte du Serpent noir tentent de l'assassiner avec l'aide de la chanteuse Kay Murphy. L'attentat échoue à cause de l'intervention d'un journaliste français qui recueille ensuite la fille de la chanteuse.

## Fiche technique
- Réalisation : Georg Wilhelm Pabst
- Scénario : D'après le roman d'Oscar-Paul Gilbert : Shanghaï, Chambard et Cie
- Adaptation : Léo Lania, Alexandre Arnoux, Henri Jeanson
- Dialogues : Henri Jeanson
- Sous-titres anglais : Herman G. Weinberg
- Assistant réalisateur : Marc Sorkin
- Costumes : Georges Annenkov
- Décors : André Andrejew, Guy de Gastyne
- Photographie : Curt Courant, Eugen Schüfftan
- Opérateur : Louis Page, assisté de Pierre Ichac
- Photographe de plateau : Roger Kahan
- Son : Robert Teisseire
- Montage : Jean Oser, Louisette Hautecoeur
- Musique, Lyrics : Ralph Erwin, Louis Poterat
- Tournage en Extrême-Orient pour les extérieurs et les intérieurs aux studios Pathé-Cinéma de Joinville
- Production : Lucia Films (France)
- Producteur : Romain Pinès
- Directeur de production : Constantin Geftman
- Régie générale : Ludmilla Goulian
- Distribution : CCF, puis Lux Film
- Pays de production :  France
- Format :  Noir et blanc - 35 mm - son mono
- Genre : Aventure
- Durée : 100 min
- Dates de sortie : 
  - France - 6 septembre 1938 [Où ?]
  - Sortie à Paris : 25/10/1938
  - Reprise France : 1951

## Distribution
- Raymond Rouleau : André Franchon, un journaliste mêlé à de sombres événements
- Louis Jouvet : Ivan, l'amant de Kay Murphy, un ancien officier tsariste devenu homme de main du Serpent Noir
- Christl Mardayn (sous le nom de Christiane Mardayne) : "Kay Murphy", une émigrée russe, chanteuse et mère de Véra
- Elina Labourdette : la jeune Véra Blonski, sa fille
- Suzanne Desprès : Niania, la gouvernante de Kay
- Foun-Sen : Mme Tsé
- Mila Parély : la capitaine des girls
- Gabrielle Dorziat : la directrice du collège
- Valéry Inkijinoff : Lee Pang, un agent de l'organisation criminelle le Serpent noir
- Dorville : Big Bill, un ancien bagnard devenu patron d'une boîte de nuit à Shanghaï
- André Alerme : Mac Tavish, le directeur de l'agence télégraphique des informations mondiales
- My Linh Nam : Tcheng, un opposant chinois aux nationalistes
- Marcel Lupovici : le tueur au couteau
- Irène Vinogradova : Natacha
- Janine Darcey : une élève de l'institution
- Valentine Camax : une voyageuse
- Robert Manuel : le client attaqué
- Ky Duyen : Mr Wang, un membre du Serpent Noir
- Martial Rebe : le douanier
- Licho : le faussaire
- Pierre-Louis : le marin américain ivre
- Jacques Beauvais : le barman
- Gaby Andreu
- Luong Van Yen
- Hoang Dao : un membre du Serpent Noir
- Ma
- Monh Dou
- Ting-Huen Lou